# Tore Ljungqvist
Tore Ljungqvist (Stockholm, 21 april 1905 – Tore, 27 januari 1980) was een Zweeds waterpolospeler.
Tore Ljungqvist nam als waterpoloër eenmaal deel aan de Olympische Spelen; in 1936. In 1936 maakte hij deel uit van het zweedse team dat als zevende eindigde. Hij speelde zes wedstrijden.
Ljungqvist speelde voor de club SK Neptun.
Göte Andersson · 
Bertil Berg · 
Erik Holm · 
Tore Lindzén · 
Tore Ljungqvist · 
Åke Nauman · 
Gösta Persson · 
Sven-Pelle Pettersson · 
Runar Sandström · 
Georg Svensson